# Aleksander Szafranowicz
Aleksander Szafranowicz (ur. 2 kwietnia 1983 w Pryłukach) – izraelski siatkarz, reprezentant Izraela, grający na pozycji przyjmującego. 

## Sukcesy klubowe
Puchar Niemiec:
- 2005, 2013

Liga niemiecka:
- 2005
- 2012

Liga ukraińska:
- 2007

Puchar Francji:
- 2008

Puchar Czarnogóry:
- 2011

Liga czarnogórska:
- 2011

Puchar Grecji:
- 2015, 2018, 2019

Liga grecka:
- 2015, 2017
- 2018, 2019

Puchar Czech:
- 2021

Liga czeska:
- 2021

Liga izraelska:
- 2023[1]
- 2022

## Występy w reprezentacji
- 2001: eliminacje do Mistrzostw Europy
- 2002: eliminacje do Mistrzostw Europy
- 2004: eliminacje do Mistrzostw Europy
- 2005: eliminacje do Mistrzostw Świata
- 2008: eliminacje do Mistrzostw Europy
- 2009: eliminacje do Mistrzostw Świata